# Ne fürgyé’ le!
A Ne fürgyé le! egy hangfelvétel, amely egy Gyuri néven bemutatkozó férfi és az általa felhívott női prostituált közötti telefonbeszélgetésről készült. A jellegzetes tájszólással beszélő férfi egy szexhirdetésben megadott telefonszámot hívott fel, majd a szolgáltatás áráról és lehetséges időpontjáról folyik a párbeszéd. Az egyperces hangfelvétel csattanóját a férfi beszélgetés vége felé elhangzó majd hangosan megismételt kérése adja, amelyben arra kéri a prostituáltat, hogy ne fürödjön meg. A hátramaradó másodpercekben még további obszcén kérések és megjegyzések hangzanak el. A hangfelvétel 2007 tavaszán felkerült több médiamegosztó honlapra, majd a Sláger Rádió reggeli műsorában is leadták, egyre nagyobb körben vált ismertté.

## A hangfelvétel

### A hangfelvétel címe
A felvételre a férfihoz hasonlóan, nyomatékosan ejtett ne fürgyé le! kifejezéssel szoktak utalni; ezt a három szót ismerik legtöbbször azok is, akik nem hallották a teljes felvételt. A médiamegosztó honlapokon is ezen a címen található meg.

### Szereplők
A párbeszéd szereplőinek kiléte nem került nyilvánosságra.
A betelefonálónak feltehetőleg nem Gyuri a valódi neve, mert egy másik felvételen Bélának mutatkozik be. Egy harmadik felvételen cigánynak mondja magát. Nem zárható ki azonban, hogy a telefonáló a felvétel kedvéért, szándékosan torzította el a hangját (vö. például Villám Géza vicces telefonhívásaival).

## Hatása a tömegkultúrára
A felvétel 2007 tavaszán került fel az Internetre, több médiamegosztó és humoroldalra is. Hamarosan megjelentek az eredeti felhasználásával készült telefonhívások és zenével kevert változatok is. A szöveg ismertsége tovább növekedett, amikor lejátszották a Sláger Rádió Bumeráng című műsorában is. A nyáron több esemény is a Ne fürgyé le! néven vált ismertté (pl. a 2007. augusztus 3-i II. „Ne fürgyé le” Futsal Kupa, Baja). Megjelentek a Ne fürgyé le! felirattal és logóval ellátott pólók, matricák, kitűzők, faliórák stb. is.
Majd Bagi Iván és a Nacsa Olivér vetette be a Médiacápa című tévéműsorban.   
Korabeli népszerűségére az is jellemző, hogy a League of Legends online játék magyar nyelvű változatában ez a mondat lett az egyik karakter – Twitch, a pestispatkány – kedvelt visszatérő fordulata.

## Külső hivatkozások
- STOP – Ne fürgyé le! – kultusz születik (2007. augusztus 16.)
- Erdély Online – Nagy Eszter: Ne fürggyél le… (2007. augusztus 9.)
- Zene.hu – „Ne fürgyé le”: új neve lesz a Hegyaljának? (2007. július 20.)
- ma.hu – Veres Andrea: Izgalmas képek a Rockmaratonról – Vizespóló verseny, randiguru és Jézus Muffin (2007. július 16.)